# Michał Sternicki
Michał Sternicki (ur. 16 marca 1974 w Krakowie) – polski muzyk, harcmistrz, od 2006 do 2010 Naczelnik Harcerzy ZHR.

## Życiorys
Związany z harcerstwem od 1987, 11 lutego 1989 złożył przyrzeczenie harcerskie. Związany z krakowskim szczepem „Słowiki”, początkowo jako szeregowy harcerz, zastępowy i przyboczny w 44 Krakowskiej Drużynie Harcerzy im. K.K. Baczyńskiego. Od 1990 przez trzy lata pełnił funkcje drużynowego 44 Krakowskiej Gromady Zuchów „Bractwo Nutkowe”, a od 1994 roku przez 4 lata był drużynowym 444 Krakowskiej Drużyny Wędrowników im. Alberta Schweitzera. W latach 1993–1995 szczepowy „Słowików”.
Służbę instruktorska w stopniu przewodnika rozpoczął w 1991 roku. Dwa lata później został mianowany podharcmistrzem, by w 1995 roku osiągnąć najwyższy stopień instruktorski – harcmistrza.
Pełnił wiele funkcji w Małopolskiej Chorągwi Harcerzy ZHR: hufcowego Hufca Zuchowego, członka Komendy Chorągwi (nieprzerwanie od 1993 do 2006 roku), zastępcy Komendanta Chorągwi, członka i Przewodniczącego Komisji Instruktorskiej, członka Kapituły Harcerza Rzeczypospolitej, Referenta Zuchowego, Komendanta Małopolskiej Szkoły Instruktorskiej. W latach 2001–2006 pełnił funkcje Komendanta Małopolskiej Chorągwi Harcerzy ZHR.
Na poziomie Głównej Kwatery Harcerzy pracował w latach 1993–2001, pełniąc służbę m.in. w Wydziale Zuchowym, jako Komendant Centralnej Szkoły Instruktorskiej, pracując w Komisji Harcmistrzowskiej. Był także Komendantem harcerskiej Białej Służby na Błoniach krakowskich w roku 1999, 2002 i 2006. W okresie od 23 kwietnia 2006 do 24 kwietnia 2010 Naczelnik Harcerzy ZHR.
Prywatnie od 1997 roku mąż Moniki – podharcmistrzyni z Łodzi, ojciec Jana, Jadwigi i Marianny. Z zawodu i zamiłowania skrzypek, absolwent Akademii Muzycznej w Krakowie. Występował w Orkiestrze Opery Krakowskiej.
Od 2009 r. członek Społecznego Komitetu Odnowy Zabytków Krakowa (SKOZK).
27 stycznia 2019, hm. Michał Sternicki otrzymał z rąk Przewodniczącego ZHR, hm. Grzegorza Nowika krzyż zasługi dla Związku "Semper Fidelis".

## Odznaczenia
- Złoty Krzyż Zasługi (2025)[3]